# Дюн: Част втора
„Дюн: Част втора“ (на английски: Dune: Part Two) е американски епичен научнофантастичен филм от 2024 година на режисьора Дени Вилньов, който е съсценарист със Джон Спейтс и Ерик Рот. Като директно продължение на филма от 2021 г., това е вторият филм от планираната адаптация в две части на едноименния роман от 1965 година на Франк Хърбърт. Филмът включва ансамбловия актьорски състав, воден от Тимъти Шаламе в ролята на Пол Атреидски.
Разработката започва след като „Леджендари Ентъртейнмънт“ откупува филмовите и телевизионните права на „Дюн“ през 2016 г. Вилньов сключва договор като режисьор за филма през 2017 г., с намерението да създаде адаптация от две части за романа. Снимките започват през юли 2022 г. в Будапеща и приключват през декември.
Филмът излиза по кината в Съединените щати на 1 март 2024 г. от „Уорнър Брос Пикчърс“.

## Актьорски състав
- Тимъти Шаламе – Пол Атреидски, наследник на династия Атреиди
- Ребека Фъргюсън – Джесика Атреиди, майка на Пол Атреидски
- Зендея – Чани, млада жена от Свободните
- Джош Бролин – Гърни Халик, оръжеен майстор и учител по фехтовка на Пол Атреидски
- Стелан Скарсгорд – Барон Владимир Харконен, глава на династия Харконен
- Дейв Батиста – Глосу Рабан Харконен, племенник на барон Харконен
- Стивън Маккинли Хендерсън – Туфир Хауът, ментор на династия Атреиди
- Шарлот Рамплинг – Гайъс Хелън Мохайъм, Света Майка от Бин Джезърит и имперска жрица на истината
- Хавиер Бардем – Стилгар, един от лидерите на свободните хора на Аракис
- Флорънс Пю – Принцеса Ирулан, дъщерята на Императора
- Остин Бътлър – Фейд-Рота, племенник на барон Харконен[2]
- Кристофър Уокън – император Шадам[3]
- Леа Седу – Лейди Марго, близка приятелка на Императора
- Суейла Якуб – Шишакли, войн от Фремен
- Аня Тейлър-Джой – Алая Атреидска (камео)

## Продукция

### Сценарий
Ерик Рот е нает да пренапише сценария през 2017 г., и Джон Спейтс е по-късно потвърден да пренапише сценария с Рот и Вилньов.

### Кастинг
През март 2022 г. Флорънс Пю и Остин Бътлър бяха докладвани да участват във филма като съответните герои Принцеса Ирулан и Фейд-Рота. През май, Кристофър Уокън се присъедини в състава, за да играе император Шадам. През юни, Леа Седу обяви, че ще играе Лейди Марго. През юли, Суейла Якуб се присъедини в състава, за да играе Шишакли.

### Снимачен процес
Презаснемането започна на 4 юли 2022 г. в Гробницата на Брион в Алтиволе, Италия за два дни. Снимките трябваше да започнат на 21 юли в Будапеща, Унгария, и започнаха по-рано на 18 юли. През ноември 2022 г. производството се премества в Абу Даби, а снимките приключват на 12 декември 2022 г.

## Музика
Ханс Цимер се завръша като композитор на музиката, след като я прави и за предишния филм.

## Премиера
Филмът бе насрочен да излезе по кината на 3 ноември 2023 г. Премиерната дата на филма е оригинално обявена за 20 октомври 2023 г. и на 17 ноември 2023 г. През август 2023 г., филмът е отменен още веднъж до 15 март 2024 г. заради стачката на сценаристите в Холивуд. След като стачката е разрешена, филмът е преместен още веднъж за две седмици на 1 март 2024 г.